# Jolien De Greef
Jolien De Greef (Beveren, 19 maart 1988) is een Belgische presentatrice.

## Biografie
Jolien De Greef studeerde radiojournalistiek aan de Plantijn Hogeschool in Antwerpen. Tijdens haar opleiding deed ze ervaring op als reporter bij Radio 2 en als programmamaker bij televisieproductiehuis Kanakna. In 2011 en 2012 was ze ook op radiozender Qmusic te horen als co-presentatrice van Carl Schmitz tijdens de thema-uitzendingen rond het toenmalige evenement Q-Snowcase.
In 2012 deed De Greef via de wedstrijd Wie wordt wrapper een gooi naar een job als televisiepresentatrice op de kinderzender Ketnet. Ze haalde het niet, maar werd wel opgepikt door JIM, de toenmalige jongerenzender van Medialaan, tevens het moederbedrijf van Qmusic. Ze werd er meteen een schermgezicht en startte als sidekick van Sean Dhondt in het wekelijkse praatprogramma Sean Late Night. Nadien kreeg ze haar eigen programma JIM Show News, presenteerde ze samen met Eline De Munck JIM Now en praatte ze onder meer ook enkele hitlijsten aan elkaar. In het najaar van 2015 ging ze tevens opnieuw aan de slag bij Qmusic, als co-presentatrice van Vincent Vangeel in het vrijdagavondprogramma Que Pasa. 
Na de stopzetting van JIM in december 2015, koos De Greef ervoor om Medialaan te verlaten en voor muziekdistributeur Warner Music Group te gaan werken. Hierdoor kwam naast haar rol als televisiepresentatrice bij JIM, ook aan haar rol als radiopresentatrice bij Qmusic een einde. Vervolgens besloot ze in 2022 om te starten bij Sony Music Entertainment.
Huidig (anno 2023):
Ulrike D'hauwer · Liam D'hert · Dorothee Dauwe · Tom De Cock · Jana De Wilde · Vincent Fierens · Yoren Linsen · Maxine Janssens · Nils Melckenbeeck · Loore Nelen · Regi Penxten · Jolien Roets · Emma Salden · Jan Thans · Maarten Vancoillie · Matthias Vandenbulcke · Paulien Van der Jeugt · Naomi Vanderpoorten · Vincent Vangeel · Liam Van Haverbeke · Dimitri Wouters
Voormalig (2001–2023):
Dorianne Aussems (2013–2014) · Rik Boey (2010–2013, 2015–2017) · Born (2015–2017) · Herbert Bruynseels (2001–2009) · Anke Buckinx (2007–2016) · Bab Buelens (2020) · Armin van Buuren (2021–2022) · Marcia Bwarody (2013–2017) · Joren Carels (2018–2020) · Séverine Champeaux (2013–2015) · Sam De Bruyn (2015–2020) · Erwin Deckers (2001–2008) · Jolien De Greef (2015) · Anneke De Keersmaeker (2002) · Felice Dekens (2011–2022) · Frederika Del Nero (2011–2012) · Nathalie Delporte (2001–2014) · Serge De Marre (2004–2015) · Eline De Munck (2012–2014) · Bart-Jan Depraetere (2001–2019) · Dries De Vis (2019–2020) · Inge De Vogelaere (2017–2020) · Sean Dhondt (2015–2023) · Elien D'hooge (2019–2021) · Yasmina El Messaoudi (2014–2015) · Evi Geysels (2010–2018) · Elizabeth Gesels (2016) · Violette Goemans (2015–2017) · Jenno Hallaert (2012–2015) · Wine Lauwers (2011–2019) · An Lemmens (2015–2019) · Kris Mannaerts (2006–2011) · Kristin Moers (2002–2003) · Marie Monballiu (2014–2021) · Sarah Mylle (2016–2020) · Johan Notebaert (2001–2002) · Wim Oosterlinck (2006–2020) · Sven Ornelis (2001–2016) · Hans Otten (2002–2003) · Xander Peeters (2011–2013) · Astrid Philips (2011–2014) · Elke Plancke (2012–2013) · Jarne Ponet (2023) · Alexandra Potvin (2001–2009) · Jarne Rediers (2021-2023) · Kürt Rogiers (2008–2015) · Thomas Rottier (2021-2023) · Carl Schmitz (2001–2014) · Elias Smekens (2013–2018) · Kenny Smet (2006–2011) · Toon Smet (2015–2018) · Sara Steegen (2011–2012) · Kenneth Stevens (2006–2016) · Loïc Thaler (2015-2016, 2018-2022) · Shalini Van den Langenbergh (2014–2018) · Julie Van den Steen (2021) · Joke van de Velde (2013–2015) · Elke Vanelderen (2005–2006) · Arne Vanhaecke (2015–2016) · Maureen Vanherberghen (2016–2023) · Elke Van Mello (2008–2010) · Francesca Vanthielen (2001–2002) · Erika Van Tielen (2006–2008) · Heidi Van Tielen (2015–2018) · Bjorn Verhoeven (2001–2012) · Peter Verhoeven (2001–2018) · Steffi Vertriest (2013–2015) · Kristien Wollants (2018–2020)